# 光徳寺 (鳴門市)
光徳寺（こうとくじ）は、徳島県鳴門市撫養町小桑島にある浄土宗の寺院。山号は白毫山。本尊は阿弥陀如来。阿波西国三十三観音霊場15番札所。

## 歴史
1602年（慶長7年)、創建。淡路国志知川村から当地に塩田を開くため移住した橋本市右南門・吉田助太夫・中島喜左衛門等が江徳寺として開創。その後、明治3年に廓誉上人が現在の地に移転し、九間四面の広壮雄大な本掌を建立した。
また鎌倉時代に作られたとされる阿弥陀如来坐像と十一面観音立像は、共に鳴門市文化財に指定されている。

## 交通
- JR鳴門線鳴門駅より徒歩で約5分。